# Superficie de genus g

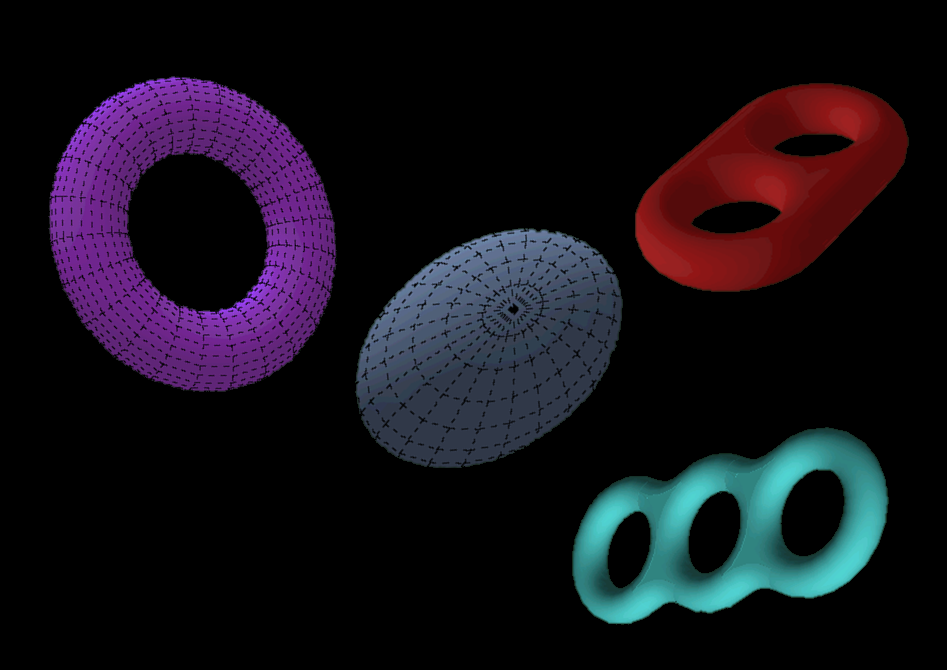
Superficies de genus 0, 1, 2 y 3

En matemáticas, una superficie de genus g (también conocida como superficie de género g, g-toro o toro con g orificios) es un un tipo de superficie formada por la suma conexa de g toros: se extrae el interior de un disco de cada uno de los g elementos conexos delimitando superficies toroidales, que una vez pegadas exteriormente sin alterar el número total de orificios permiten formar un g-toro. El genus de tal superficie es g.
Una superficie de género g es una variedad bidimensional. El teorema de clasificación de superficies establece que cada variedad bidimensional compacta y conexa es homeomórfica con respecto a la esfera, a la suma conexa de toros o a la suma conexa de planos proyectivos reales.

## Definición del género
El género o genus de una superficie orientable conexa es un número entero que representa el número máximo de cortes en curvas cerradas simples que no se cruzan sin hacer que el variedad resultante sea no conexa. Es igual al número de asas que presenta. Alternativamente, se puede definir en términos de la característica de Euler χ, a través de la relación χ = 2 − 2g para superficies cerradas, donde g es el género.
El género (a veces llamado demigénero o género de Euler) de una superficie cerrada conexa no orientable es un número entero positivo que representa el número de bandas de Möbius unidas a una esfera. Alternativamente, se puede definir para una superficie cerrada en términos de la característica de Euler χ, a través de la relación χ = 2 − g, donde g es el género de la superficie no orientable.

## Género 0
Una superficie orientable de género cero es la esfera S2. Otra superficie de género cero es un disco.

Representación de superficies de genus 0
Una esfera {\displaystyle S^{2}}
Un disco cerrado (su contorno)

## Género 1
Una superficie orientable de género uno es el toro ordinario. Una superficie no orientable de género uno es el plano proyectivo.
Las curvas elípticas sobre los números complejos se pueden identificar con superficies de género 1. La formulación de curvas elípticas como la incrustación de toros en el plano proyectivo complejo se deriva naturalmente de una propiedad de las funciones elípticas de Weierstrass que permite obtener curvas elípticas a partir del cociente del plano complejo por una retícula.

Representación de superficies de genus 1
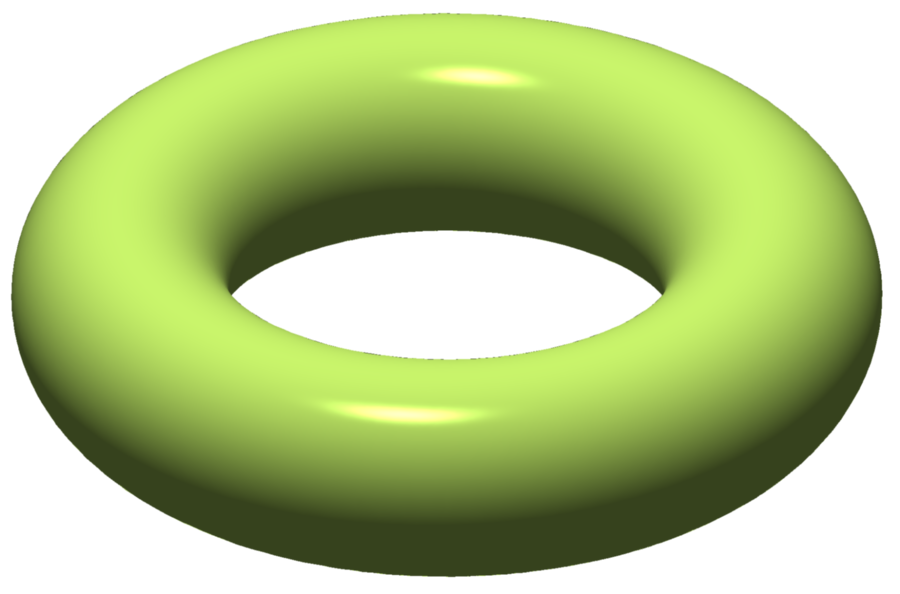
Un toro de genus 1
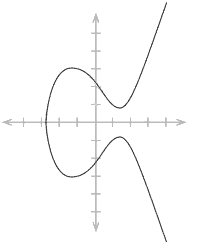
Una curva elíptica

## Género 2
El término doble toro se usa ocasionalmente para denotar una superficie de género 2.
Una superficie no orientable de género dos es la botella de Klein.
La superficie de Bolza es una superficie de Riemann más simétrica de genus 2, en el sentido de que contiene el grupo de automorfismos conforme más grande posible.

Representación de superficies de genus 2
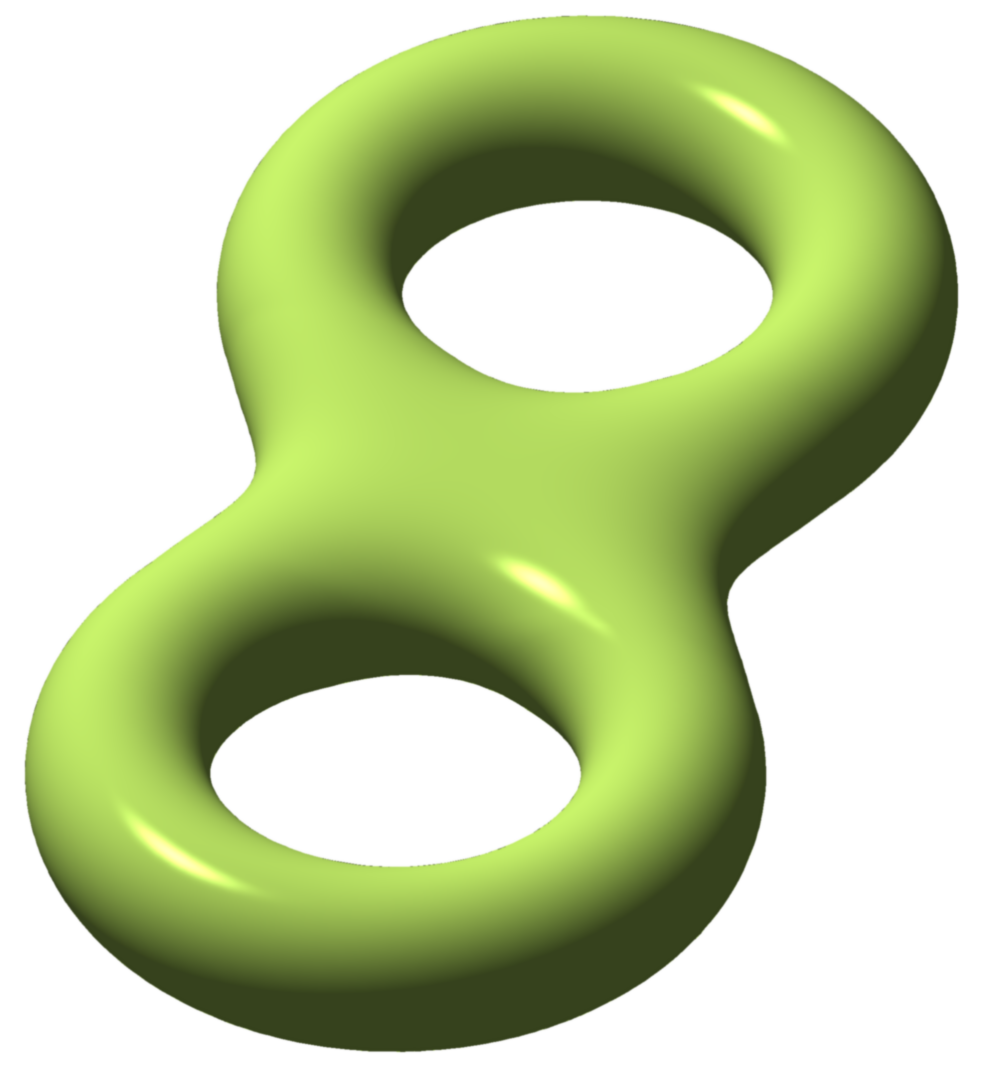
Un toro de genus 2
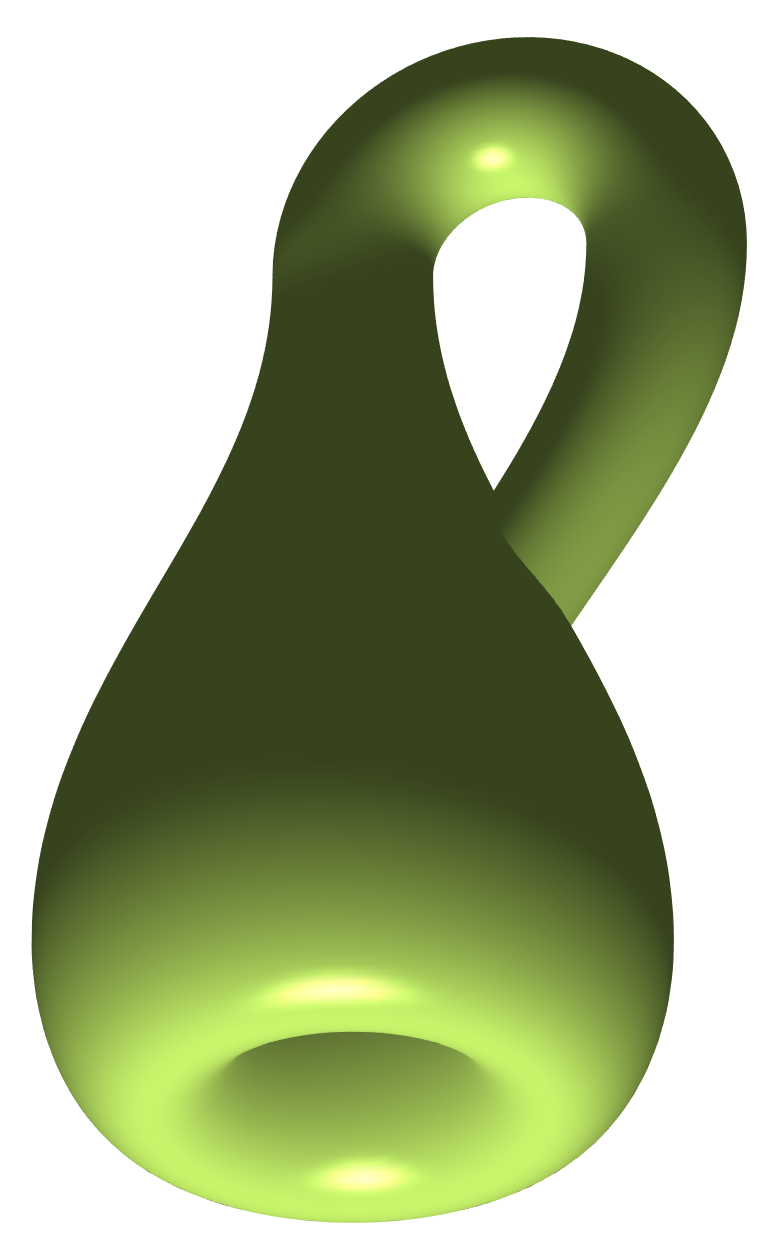
Una botella de Klein

## Género 3
El término toro triple también se usa ocasionalmente para denotar una superficie de género 3.
La cuártica de Klein es una superficie de Riemann compacta de genus 3 con el grupo de automorfismos de mayor orden posible para superficies compactas de Riemann de género 3. Dispone de automorfismos de orden 168 que conservan la orientación y de automorfismos de orden 336 si la orientación puede invertirse.

Representación de superficies de genus 3
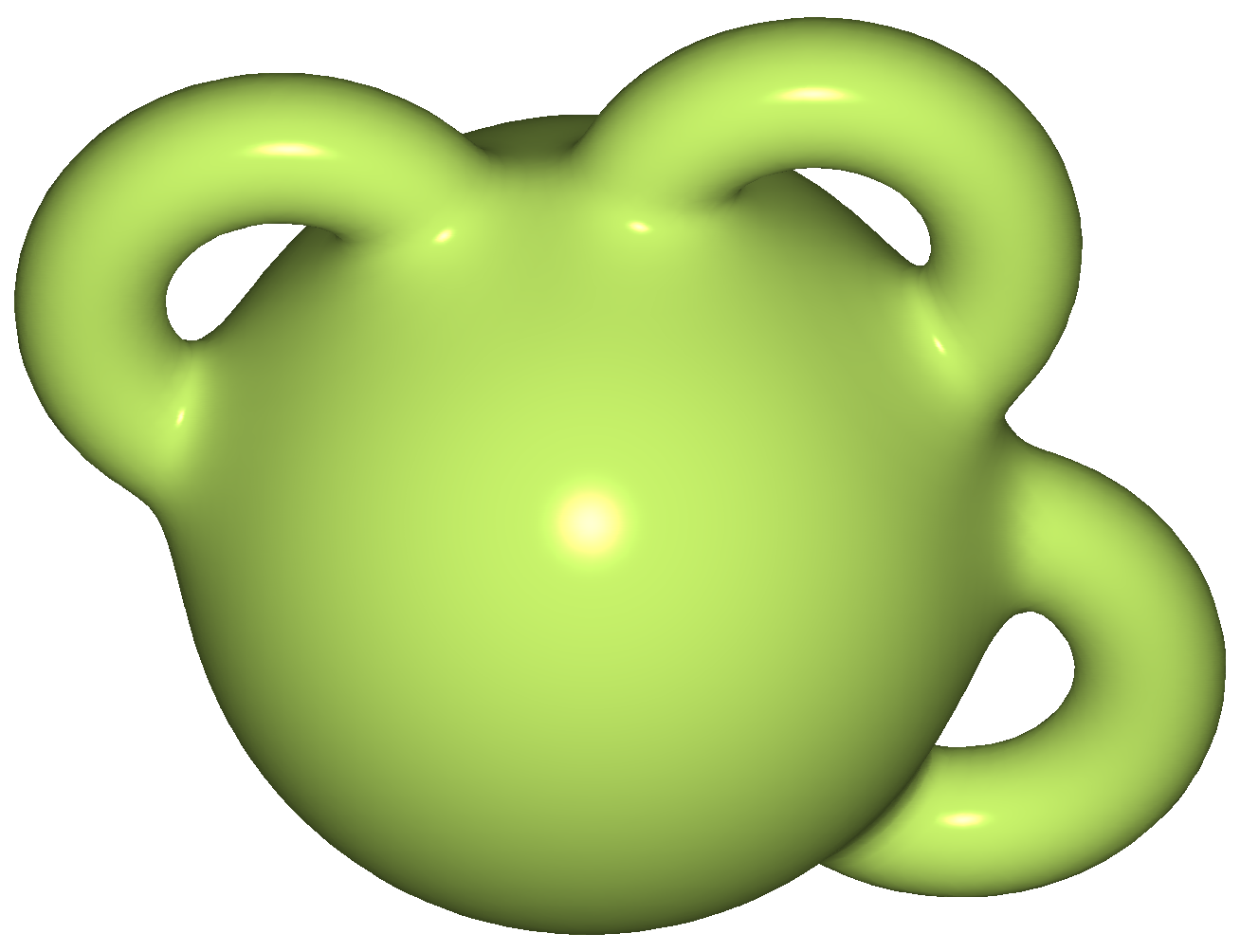
Una esfera con tres asas
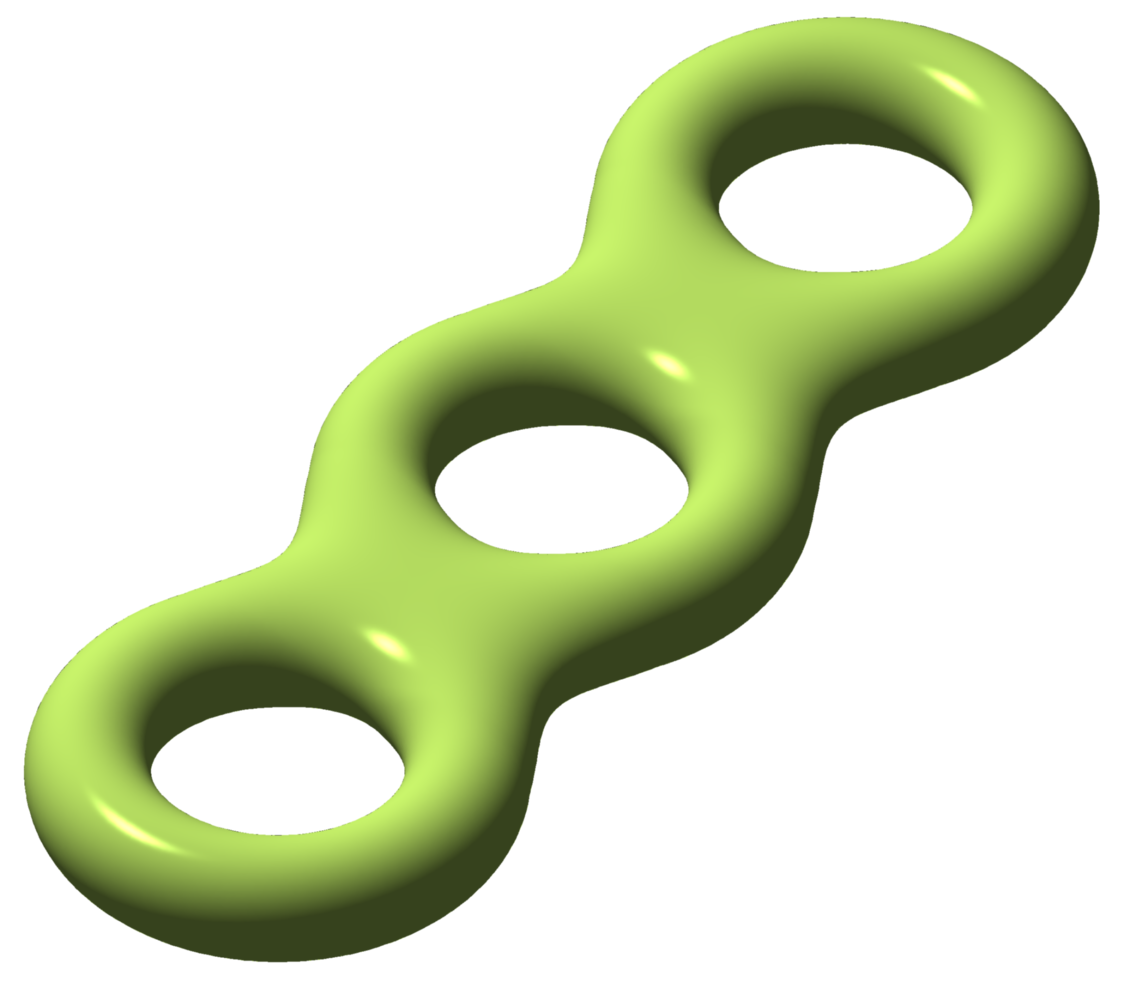
La suma conexa de tres toros
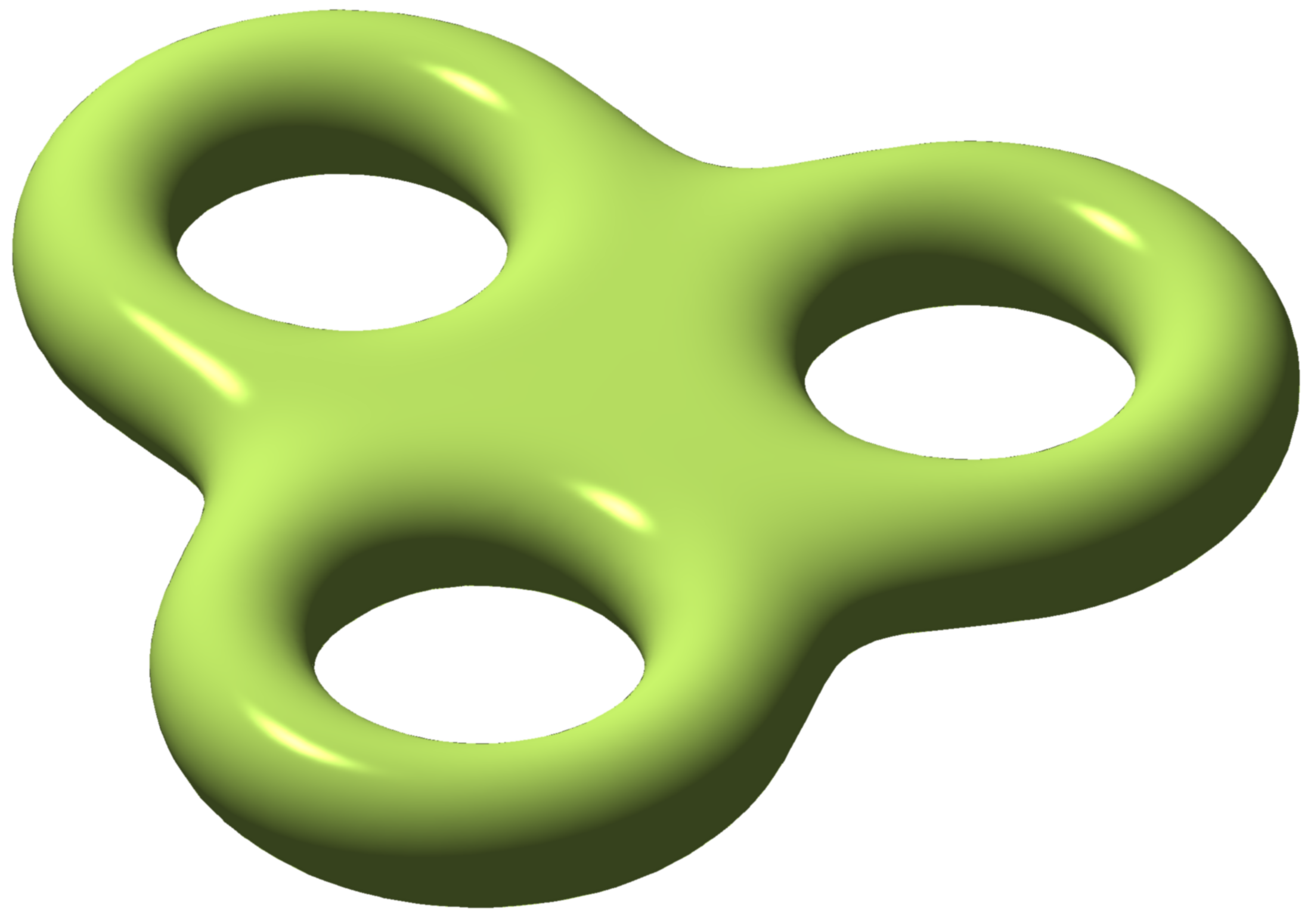
Toro triple
Dodecágono con los lados opuestos identificados[8]
Tetradecágono con los lados opuestos identificados[8]